# Крюгер, Оксана Романовна
Оксана Романовна Крюгер (урожд. Вовк; дат. Oksana Kryger, род. 21 сентября 1982, Киев) — датская шахматистка украинского происхождения, международный мастер среди женщин (2002).

## Биография
С 1996 года постоянно проживает в Дании, с 1997 года выступает за Данию в международных соревнованиях.
Одна из сильнейших шахматисток Дании рубежа XX—XXI веков (женский чемпионат страны в эти годы не проводился, поэтому она не имеет официальных титулов).
В составе сборной Дании участница восьми шахматных олимпиад (2000, 2002, 2004, 2006, 2010, 2012, 2016 и 2018 годов; 5 раз играла на 1-й доске), онлайн-олимпиады ФИДЕ 2020 года, всемирных интеллектуальных игр 2008 года (парные и командные турниры по блицу и рапиду), юниорского Скандинавского командного кубка 1997 года, юниорского Кубка четырех наций 1998 года, юношеского Скандинавского командного кубка 1999 года.
Участница юношеского чемпионата мира 1998 года (в категории до 16 лет). Участница юношеского чемпионата Европы 1999 года (в категории до 18 лет).
Участница личного чемпионата Европы 2014 года.
В командном чемпионате Дании выступала за клубы «Næstved Skakklub» и «Brønshøj Skakforening». Выступала в лиге Северного Рейна—Вестфалии за «ESV Großenbaum» из Дуйсбурга, в 1-й женской Бундеслиге за «SV Mülheim-Nord». В составе сборной Северного Рейна—Вестфалии дважды (2008 и 2010) побеждала в командном чемпионате Германии среди команд региональных союзов.
Окончила Копенгагенскую бизнес-школу, специалист в области деловых иностранных языков и международной коммуникации. Является председателем Комитета по развитию женских и молодежных шахмат Датского шахматного союза.

## Основные спортивные результаты
| Год  | Город            | Соревнование                                                        | + | − | = | Результат | Место  |
| ---- | ---------------- | ------------------------------------------------------------------- | - | - | - | --------- | ------ |
| 1997 | Гаусдал          | Скандинавский командный кубок (юниорский; сборная Дании, ?-я доска) | 1 | 0 | 2 | 2 из 3    |        |
| 1998 | Оропеса-дель-Мар | Юношеский чемпионат мира (до 16 лет)                                |   |   |   |           | [ 16 ] |
|      | Тьеле            | Кубок четырех наций (юниорский; сборная Дании, ?-я доска)           | 0 | 3 | 0 | 0 из 3    |        |
| 1999 | Литохорон        | Юношеский чемпионат Европы (до 18 лет)                              |   |   |   |           | [ 17 ] |
|      | Орхус            | Чемпионат Дании (мужской, турнир В)                                 | 0 | 5 | 2 | 1 из 7    | 26     |
|      | Хельсинки        | Скандинавский командный кубок (юношеский; сборная Дании, ?-я доска) | 1 | 2 | 0 | 1 из 3    |        |
| 2000 | Хаммерсхой       | Международный турнир                                                | 4 | 1 | 4 | 6 из 9    | 3—5    |
|      | Стамбул          | XIX Олимпиада (сборная Дании, 1-я доска)                            | 2 | 6 | 3 | 3½ из 11  |        |
| 2002 | Стокгольм        | Международный турнир                                                | 3 | 2 | 4 | 5 из 9    | 5—6    |
|      | Блед             | XX Олимпиада (сборная Дании, 2-я доска)                             | 6 | 3 | 4 | 8 из 13   |        |
| 2003 | Эсбьерг          | Кубок Северного моря (турнир В, мужской)                            | 1 | 5 | 3 | 2½ из 9   | 9—10   |
| 2004 | Кальвия          | XXI Олимпиада (сборная Дании, 2-я доска)                            | 1 | 5 | 4 | 3 из 10   |        |
| 2005 | Твёройри         | Международный турнир (мужской)                                      | 0 | 3 | 6 | 3 из 9    | 8      |
|      | Ваммала          | Турнир северных стран (женский)                                     |   |   |   |           |        |
| 2006 | Турин            | XXII Олимпиада (сборная Дании, 1-я доска)                           | 3 | 2 | 5 | 3½ из 10  |        |
| 2008 | Пекин            | Всемирные интеллектуальные игры                                     |   |   |   |           |        |
| 2010 | Ханты-Мансийск   | XXIV Олимпиада (сборная Дании, 1-я доска)                           | 6 | 2 | 2 | 7 из 10   |        |
| 2012 | Стамбул          | XXV Олимпиада (сборная Дании, 1-я доска)                            | 2 | 5 | 3 | 3½ из 10  |        |
| 2014 | Пловдив          | Чемпионат Европы                                                    | 2 | 5 | 4 | 4 из 11   | [ 25 ] |
| 2016 | Баку             | XXVII Олимпиада (сборная Дании, 1-я доска)                          | 4 | 3 | 2 | 5 из 9    |        |
| 2018 | Батуми           | XXVIII Олимпиада (сборная Дании, 3-я доска)                         | 3 | 4 | 2 | 4 из 9    |        |
| 2020 |                  | Онлайн-олимпиада ФИДЕ (сборная Дании, ?-я доска)                    | 2 | 0 | 0 | 2 из 2    |        |